# Penstemon pulchellus
Penstemon pulchellus là một loài thực vật có hoa trong họ Mã đề. Loài này được Greene mô tả khoa học đầu tiên năm 1898.